# István Sárközy
István Sárközy (født 26. november 1920 i Pesterzsébet - død 6. juli 2002 i Budapest, Ungarn) var en ungarsk komponist, musikkritiker og lærer.
Sárközy studerede komposition på musikhøjskolen hos Ferenc Farkas, og senere på Franz Liszt Musikkonservatoriet i Budapest hos Zoltan Kodaly. Han har skrevet orkesterværker, koncertmusik, kammermusik, scenemusik, korværker, sange, filmmusik etc. Sárközy var musikkritiker på avisen Népszava, og lærer i musikteori og komposition på Franz Liszt Musikkonservatoriet i Budapest. Hans mest kendte værk er hans Symfoni Koncertante fra (1963-1964).

## Udvalgte værker
- Symfoni Koncertante (1963) - for klarinet og strygeorkester, (2 vers. for klarinet og træblæsere - (1964).
- Simpel Koncert (2001) - for violin og orkester
- Concerto Grosso  (1974) - for orkester
- En hyrdes ballade (Til minde om Ferenc Szabo) - for sopran og klaver